# Nares Land
Nares Land er en ø i det nordlige Grønland med et areal på 1466 km². Den ligger få kilometer fra nordvestkysten af Grønland i Lincolnhavet, et randhav til det Arktiske Ocean. Øen er ca. 75 km lang og 30 km bred; dens højeste punkt er 1067 moh. Nares Land er hele året omgivet af pakis. 